# Belle Plaine (Minnesota)
Belle Plaine és una població dels Estats Units a l'estat de Minnesota. Segons el cens del 2000 tenia 3.789 habitants.

## Demografia
Segons el cens del 2000, Belle Plaine tenia 3.789 habitants, 1.396 habitatges, i 949 famílies. La densitat de població era de 360,3 habitants per km².
Dels 1.396 habitatges en un 38,6% hi vivien nens de menys de 18 anys, en un 53,4% hi vivien parelles casades, en un 10% dones solteres, i en un 32% no eren unitats familiars. En el 26% dels habitatges hi vivien persones soles l'11,5% de les quals corresponia a persones de 65 anys o més que vivien soles. El nombre mitjà de persones vivint en cada habitatge era de 2,59 i el nombre mitjà de persones que vivien en cada família era de 3,13.
Per edats la població es repartia de la següent manera: un 28,1% tenia menys de 18 anys, un 7,3% entre 18 i 24, un 31,3% entre 25 i 44, un 17,1% de 45 a 60 i un 16,2% 65 anys o més.
L'edat mediana era de 35 anys. Per cada 100 dones de 18 o més anys hi havia 93,1 homes.
La renda mediana per habitatge era de 50.272 $ i la renda mediana per família de 59.539 $. Els homes tenien una renda mediana de 39.292 $ mentre que les dones 27.054 $. La renda per capita de la població era de 19.433 $. Entorn del 2,9% de les famílies i el 5,8% de la població estaven per davall del llindar de pobresa.

## Poblacions més properes
El següent diagrama mostra les poblacions més properes.